# Tome, Miyagi
Tome (japanska: 登米市?, Tome-shi) är en stad i Miyagi prefektur i Japan. Staden bildades 2005 genom en sammanslagning av kommunerna Hasama, Ishikoshi, Minamikata, Nakada, Toyoma, Towa, Toyosato, Tsuyama och Yoneyama. 